# Antal Dovcsák

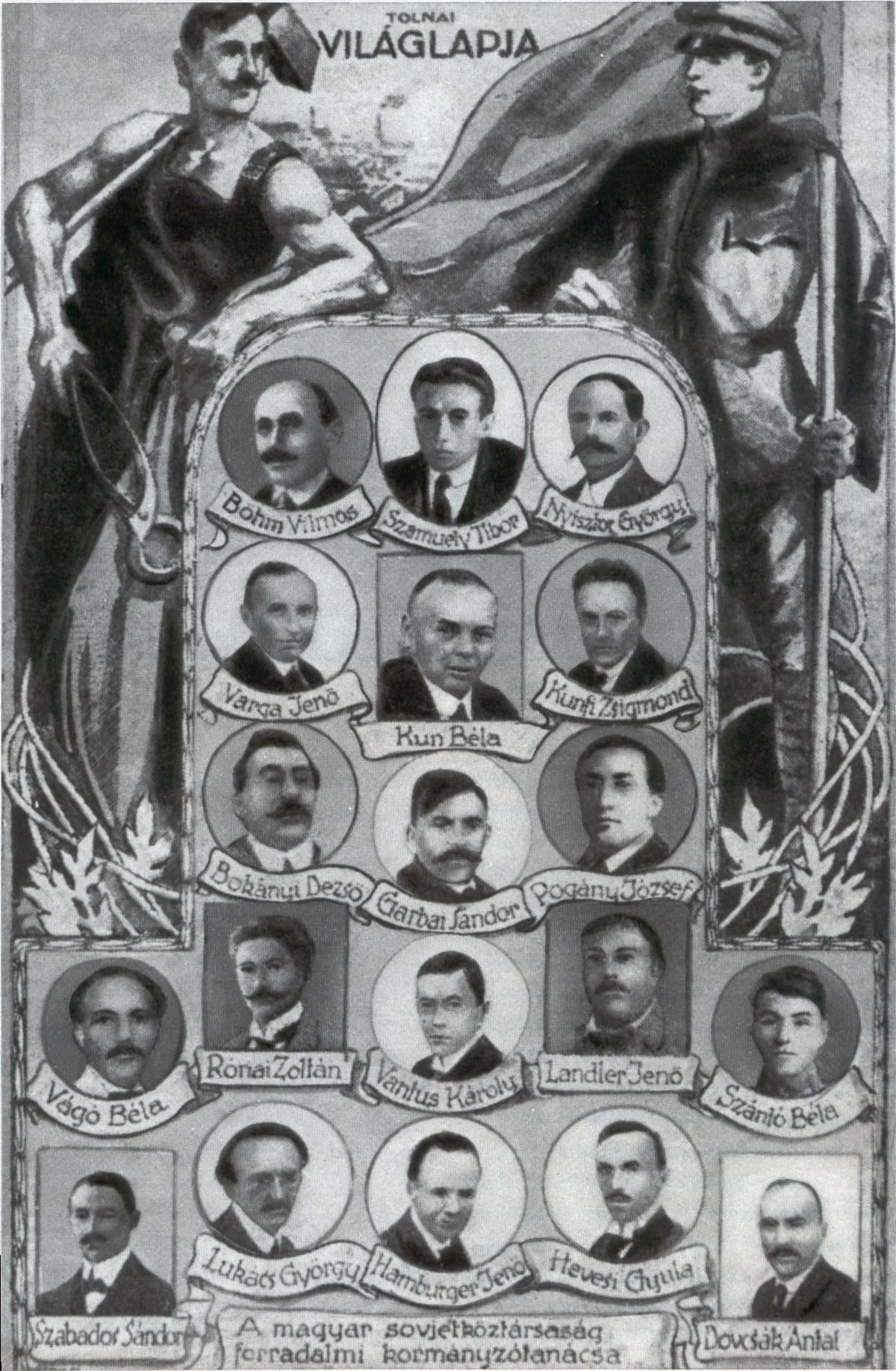
De Hongaarse radenregering in 1919 met Dovcsák rechtsonder

Antal Dovcsák (Boedapest, 11 maart 1879 - Wenen, 1962) was een Hongaars vakbondsleider, socialistisch politicus en in 1919 kortstondig premier van de Hongaarse Radenrepubliek.

## Politieke loopbaan
Dovcsák was vóór de Eerste Wereldoorlog vakbondsleider voor de staalarbeiders en politicus voor de Hongaarse Sociaal-Democratische Partij. Na afloop van de oorlog trad de eerste republikeinse regering van Hongarije onder leiding van Mihály Károlyi af. Vervolgens werd Dovcsák opgenomen in de revolutionaire raad van de Hongaarse Radenrepubliek, en op 24 juni 1919 werd hij aangesteld als plaatsvervanger van premier Sándor Garbai.
Eind juli trad de radenregering alweer af en gaf daarmee ook haar strijd tegen de contra-revolutionaire en geallieerde krachten op. Dovcsák werd minister van Handel in de op 1 augustus 1919 ingestelde sociaaldemocratische vakbondsregering onder leiding van Gyula Peidl, die nog een groot deel van de voorafgaand besloten nationaliseringen kon terugdraaien.
Op 6 augustus 1919 werd de regering-Peidl ten val gebracht onder druk van de Roemeense troepen die Boedapest bezetten tijdens de Hongaars-Roemeense Oorlog. Dovcsák werd aangehouden en opgesloten. In 1922 werd hij door het regime van Miklós Horthy in het kader van een gevangenenruil met een groep politici naar de Sovjet-Unie gedeporteerd. In 1923 ging hij vervolgens naar Oostenrijk, waar hij als vakbondsafgevaardigde in de ijzer- en metaalindustrie actief was.